# Balanophyllia
Balanophyllia is een geslacht van neteldieren uit de klasse van de Anthozoa (bloemdieren).

## Soorten
- Balanophyllia (Balanophyllia) bairdiana Milne Edwards & Haime, 1848
- Balanophyllia (Balanophyllia) bayeri Cairns, 1979
- Balanophyllia (Balanophyllia) bonaespei van der Horst, 1938
- Balanophyllia (Balanophyllia) capensis Verrill, 1865
- Balanophyllia (Balanophyllia) cedrosensis Durham, 1947
- Balanophyllia (Balanophyllia) cellulosa Duncan, 1873
- Balanophyllia (Balanophyllia) chnous Squires, 1962
- Balanophyllia (Balanophyllia) corniculans (Alcock, 1902)
- Balanophyllia (Balanophyllia) cornu Moseley, 1881
- Balanophyllia (Balanophyllia) crassiseptum Cairns & Zibrowius, 1997
- Balanophyllia (Balanophyllia) crassitheca Cairns, 1995
- Balanophyllia (Balanophyllia) cumingii Milne Edwards & Haime, 1848
- Balanophyllia (Balanophyllia) cyathoides (Pourtalès, 1871)
- Balanophyllia (Balanophyllia) dentata Tenison-Woods, 1879
- Balanophyllia (Balanophyllia) desmophyllioides Vaughan, 1907
- Balanophyllia (Balanophyllia) diademata van der Horst, 1927
- Balanophyllia (Balanophyllia) diffusa Harrison & Poole, 1909
- Balanophyllia (Balanophyllia) dilatata Dennant, 1904
- Balanophyllia (Balanophyllia) dineta Cairns, 1977
- Balanophyllia (Balanophyllia) diomedeae Vaughan, 1907
- Balanophyllia (Balanophyllia) dubia (Semper, 1872)
- Balanophyllia (Balanophyllia) elegans Verrill, 1864
- Balanophyllia (Balanophyllia) europaea (Risso, 1826)
- Balanophyllia (Balanophyllia) floridana Pourtalès, 1868
- Balanophyllia (Balanophyllia) galapagensis Vaughan, 1907
- Balanophyllia (Balanophyllia) gemma (Moseley, 1881)
- Balanophyllia (Balanophyllia) gemmifera Klunzinger, 1879
- Balanophyllia (Balanophyllia) generatrix Cairns & Zibrowius, 1997
- Balanophyllia (Balanophyllia) gigas Moseley, 1881
- Balanophyllia (Balanophyllia) hadros Cairns, 1979
- Balanophyllia (Balanophyllia) helenae Duncan, 1876
- Balanophyllia (Balanophyllia) iwayamaensis Abe, 1938
- Balanophyllia (Balanophyllia) japonica Cairns, 2001
- Balanophyllia (Balanophyllia) kalakauai Wright, 1882
- Balanophyllia (Balanophyllia) laysanensis Vaughan, 1907
- Balanophyllia (Balanophyllia) malouinensis Squires, 1961
- Balanophyllia (Balanophyllia) merguiensis Duncan, 1889
- Balanophyllia (Balanophyllia) palifera Pourtalès, 1878
- Balanophyllia (Balanophyllia) parallela (Semper, 1872)
- Balanophyllia (Balanophyllia) parvula Moseley, 1881
- Balanophyllia (Balanophyllia) pittieri Vaughan, 1919
- Balanophyllia (Balanophyllia) profundicella Gardiner, 1899
- Balanophyllia (Balanophyllia) rediviva Moseley, 1881
- Balanophyllia (Balanophyllia) regia Gosse, 1853
- Balanophyllia (Balanophyllia) scabra Alcock, 1893
- Balanophyllia (Balanophyllia) scabrosa (Dana, 1846)
- Balanophyllia (Balanophyllia) serrata Cairns & Zibrowius, 1997
- Balanophyllia (Balanophyllia) spongiosa Cairns, 2004
- Balanophyllia (Balanophyllia) striata Duncan, 1876
- Balanophyllia (Balanophyllia) taprobanae Bourne, 1905
- Balanophyllia (Balanophyllia) tenuis van der Horst, 1922
- Balanophyllia (Balanophyllia) thalassae Zibrowius, 1980
- Balanophyllia (Balanophyllia) vanderhorsti Cairns, 2001
- Balanophyllia (Balanophyllia) wellsi Cairns, 1977
- Balanophyllia (Balanophyllia) yongei Crossland, 1952
- Balanophyllia (Eupsammia) caribbeana Cairns, 1977
- Balanophyllia (Eupsammia) carinata (Semper, 1872)
- Balanophyllia (Eupsammia) imperialis Kent, 1871
- Balanophyllia (Eupsammia) pittieri Vaughan, 1919
- Balanophyllia (Eupsammia) regalis (Alcock, 1893)
- Balanophyllia (Eupsammia) stimpsonii (Verrill, 1865)

## Uitgestorven soorten
- Balanophyllia calyculus Wood, 1844 †
- Balanophyllia (Balanophyllia) javaensis Cairns, 2001 †
- Balanophyllia (Balanophyllia) ukrainensis Cairns, 2001 †